# Versilia

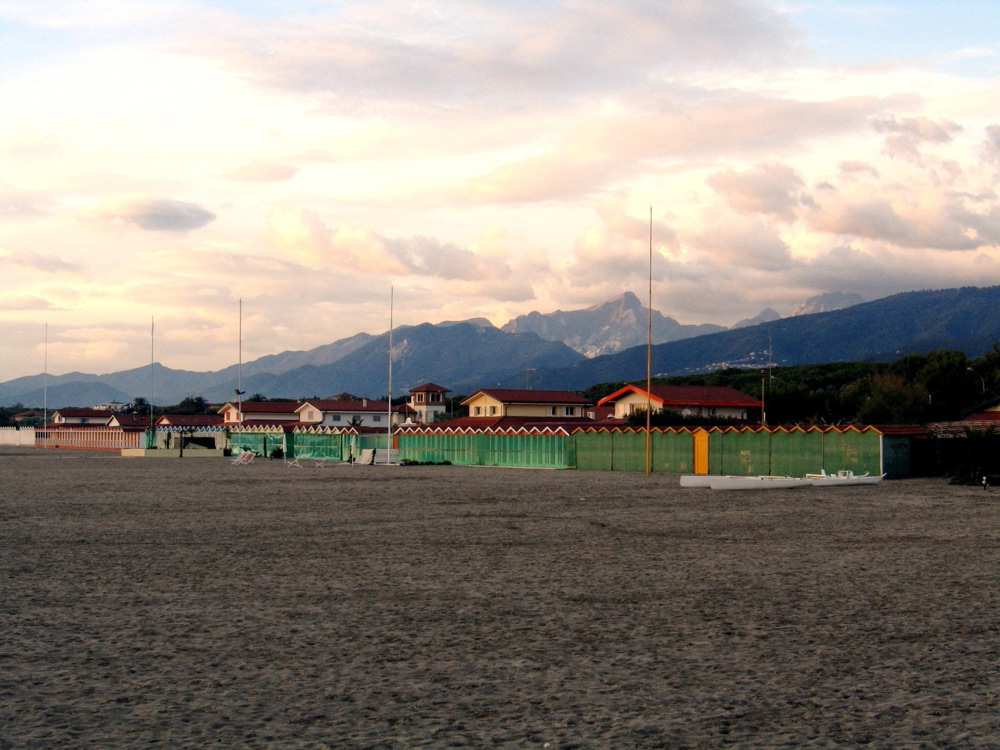
Het strand bij Forte dei Marmi met de Apuaanse Alpen op de achtergrond

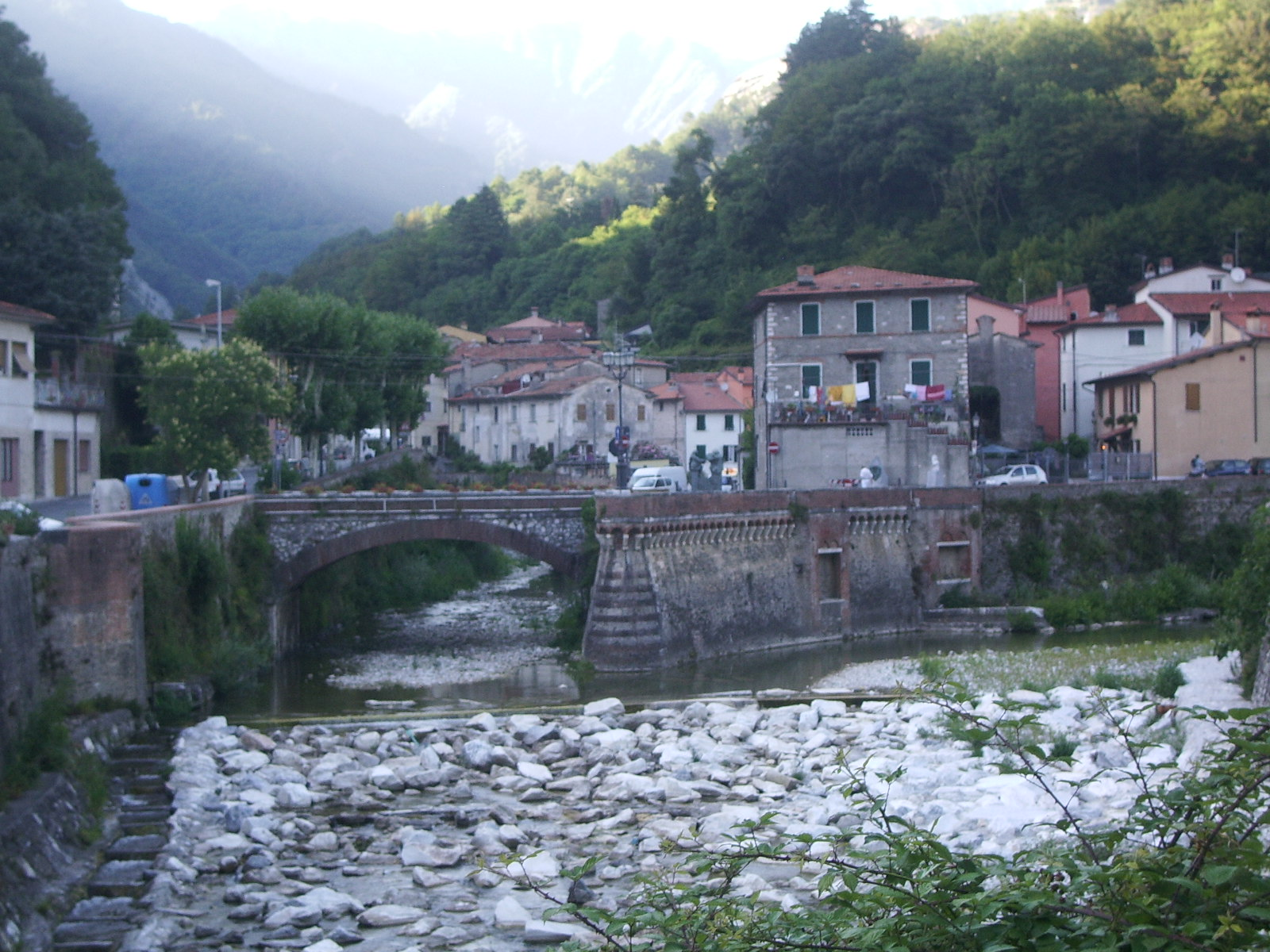
De Versilia rivier bij Seravezza

De Versilia is het kustgebied langs de Ligurische Zee in het noordwesten van Toscane, Italië. Oorspronkelijk werd de naam alleen gebruikt voor het gebied van de gemeenten Pietrasanta, Forte dei Marmi, Seravezza en Stazzema in de provincie Lucca. Tegenwoordig wordt er een veel groter gebied mee aangeduid, vanaf de stad Viareggio in het zuiden tot Massa en Carrara in de provincie Massa-Carrara. De naam is afkomstig van de rivier Versilia. In de Romeinse tijd stond het gebied bekend als Fosse Papiriane en bestonden de laagste delen uit moerassen. Deze door malariamuggen geteisterde gebieden zijn in de achttiende eeuw grotendeels drooggelegd.
De Versilia is een vanaf de Apuaanse Alpen geleidelijk naar zee afhellende kuststrook met zandstranden. In het kustgebied zijn sinds de negentiende eeuw diverse mondaine badplaatsen ontstaan. Deze zijn in de loop der jaren aaneengegroeid tot een grote agglomeratie. In het kustgebied komt weinig hoogbouw voor, de bebouwing komt doorgaans niet boven de pijnboombossen (pineta) uit.
Het gebied van de gemeenten Seravezza en Stazzema, die in het heuvelland zijn gelegen, wordt aangeduid als de Alta Versilia (Hoge Versilia).